# Chiesa di San Pietro Apostolo (Castello d'Argile)
La chiesa di San Pietro Apostolo è la parrocchiale di Castello d'Argile, in città metropolitana ed arcidiocesi di Bologna; fa parte del vicariato di Cento.

## Storia
La primitiva chiesa sorse nel XIII secolo in località Bisana all'incrocio tra le vie Zambeccari e Minganti. Questo edificio venne sostituito da uno nuovo situato all'interno del borgo fortificato nel 1380; la nuova chiesa era dotata di cinque altari, contigua a due cimiteri e si affacciava sulla strada delle Lamme. L'antico sacello, da tempo ridotto allo stato di rudere, fu definitivamente demolito nel 1563.
Nel 1517 fu edificato il primo campanile e, nel 1758, la chiesa divenne una pieve. Nel 1835 iniziarono, su progetto di Giuseppe Brighenti e su iniziativa di don Rafaele Macari, i lavori di realizzazione della nuova torre campanaria, portata a termine nel 1841: una lapide marmorea ricorda l'avvenimento. Nel 1859 la chiesa trecentesca fu demolita per fa posto alla nuova parrocchiale - voluta da don Giovanni Cavalli e progettata anch'essa da Giuseppe Brighenti -, la prima pietra fu posta nella primavera di quello stesso anno. L'edificio fu completato nel 1863; alla costruzione della chiesa contribuì pure il capomastro Benedetto Mastellari. Tra il 1870 ed il 1871 venne innalzata la facciata su disegno di Vincenzo Brighenti e, nel 1872, furono collocate sulla facciata le due statue dei santi Pietro e Paolo, donate dalla Cassa di Risparmio di Cento. Tra il 1912 e il 1916 furono realizzati gli altari laterali e il nuovo pavimento, progettato da Carlo Ballarini e voluto da don Vincenzo Gandolfi.
Il terremoto dell'Emilia del 2012 lesionò gravemente la parrocchiale, che fu, pertanto, oggetto di un importante lavoro di restauro, alla fine del quale, il 4 ottobre 2014, poté essere riaperta al culto.

## Descrizione
La chiesa, ad un'unica navata, ha una pianta a croce latina e si presenta in uno stile in cui si trovano elementi barocchi e neoclassici. 

Opere di pregio conservate all'interno della chiesa sono i sei altari laterali. Il primo altare a destra espone la statua di san Francesco, di fattura settecentesca, portata qui dal Convento dei Ronchi nel 1811, dopo la chiusura di quel convento con chiesa.
Vi sono inoltre la statua raffigurante Sant'Antonio Abate assieme a Gesù Bambino, il battistero donato alla parrocchia nel 1894 dal conte René Talon, il ciclo di affreschi sulla Vita di san Pietro, commissionato nel 1900 al pittore Cesare Mauro Trebbi, tribunetta marmorea del ciborio dell'altare maggiore, realizzata nel 1903 da Armando Scannabissi, la statua ottocentesca della Madonna del Carmine con Bambino, la pala d'altare del XVII secolo raffigurante la Madonna in gloria adorata dai santi Prospero, Pancrazio, Elisabetta d'Ungheria, Rita e Antonio Abate, la tela seicentesca con i 15 Misteri del Rosario, la statua della Madonna col Bambino, regalata alla parrocchia nel 1844 da Anna Maria Davoli, il quadro del XVIII secolo con i Santi Gabriele, Michele e Raffaele Arcangeli, il cinquecentesco crocefisso processionale in argento brunito, alto 35 centimetri opera di un artigiano orafo forse identificato in Alessandro Menganti che fu sepolto nella chiesa, e l'organo, realizzato nel 1850 da Giuseppe Guermandi e più volte restaurato.
Della chiesa trecentesca resta parte di un affresco purtroppo dimezzato dal soffitto che nella ricostruzione del 1841 aveva diviso l'antica abside dal nuovo locale della sagrestia. L'affresco raffigurante una Crocefissione era opera di Simone dei Crocefissi. Dell'antica chiesa cinqucentesca non restano altro che un disegno negli archivi del progettista Ignazio Danti, che la descriverebbero con il tetto a capanna, un grande rosone sulla facciata, e la nuova torre campanaria edificata nel 1517.
Nella cella del bel campanile è alloggiato un grosso concerto di 4 campane; del "doppio" originale, del fonditore Gaetano Brighenti nel 1841, restano soltanto "grossa" e "piccola", mentre "mezzana" e "mezzanella" sono state fuse da Cesare Brighenti nel 1946, per rimpiazzare i due bronzi originali requisiti per la seconda guerra mondiale. Per l'occasione il concerto, in origine in tono minore (Mi3-Sol3-La3-Si3), cambiò l'intonazione in maggiore, lasciando inalterato l'intervallo di "quinta" tra le due campane superstiti (Mi3 e Si3) e fondendo i due nuovi bronzi più pesanti degli originali requisiti, per ottenere due note un semitono più gravi (Fa#3 e Sol#3 anziché Sol3 e La3) e formare così il nuovo accordo maggiore (Mi3-Fa#3-Sol#3-Si3), intonazione attuale e definitiva del concerto.
Il doppio, un tempo montato e suonabile secondo il caratteristico sistema "alla bolognese" in auge in queste zone, è stato negli anni '60 totalmente e sconsideratamente elettrificato (convertendo il tipo di montaggio dal classico sistema bolognese "a slancio" a quello "a caduta", con totale sostituzione delle armature originali dei bronzi a questo scopo), rendendo purtroppo non più possibile questa bella, storica ed appassionante pratica, che nelle zone limitrofe (in particolare Cento, Pieve di Cento e Mascarino) vede ancora numerosi appassionati praticanti e cultori. Sulla torre in questione, a detta dei vecchi campanari, il suono "a doppio" risultava particolarmente impegnativo a causa delle pronunciate oscillazioni, tipiche delle torri costruite in zone di pianura a causa delle caratteristiche del terreno che accentuano questo tipo di reazione delle torri campanarie al moto dei bronzi.
Ora il suono dei "doppi" avviene elettricamente,in modo completamente automatizzato, con un risultato che però non si avvicina minimamente alla bellezza e alla precisione delle esecuzioni manuali per mano dei maestri campanari.